# ストライクZONE!
『ストライクZONE!』は、漫画：影山なおゆき、協力：NPB・プロ野球12球団による日本の漫画作品。『Vジャンプ』（集英社）話数カウントは「ストライク○」。

## あらすじ
現実世界からプロ野球がない世界へと送り込まれてしまった、野球少年・主統来球。“ZONE”と呼ばれる特別な力を駆使しながら、数々の強敵との対戦が始まる。

## 登場人物

### 多摩ラウンダーズ
主統 来球（すとう らいく）
投手。本作の主人公。
坂本 ハヤト（さかもと はやと）
内野手。読売ジャイアンツの坂本勇人と同姓同名。
炭谷 ギンジロウ（すみたに ぎんじろう）
捕手。埼玉西武ライオンズの炭谷銀仁朗と同姓同名。
山田 ヒロキ（やまだ ひろき）
投手。福岡ソフトバンクホークスの山田大樹と同姓同名。
村中 キョウヘイ（むらなか きょうへい）
投手。東京ヤクルトスワローズの村中恭兵と同姓同名。
川端 シンゴ（かわばた しんご）
内野手。東京ヤクルトスワローズの川端慎吾と同姓同名。
堂上 ナオミチ（どのうえ なおみち）
内野手。中日ドラゴンズの堂上直倫と同姓同名。
中田 ショウ（なかた しょう）
外野手。北海道日本ハムファイターズの中田翔と同姓同名。
唐川 ユウキ(からかわ ゆうき）
投手。千葉ロッテマリーンズの唐川侑己と同姓同名。
宮國 リョウスケ（みやぐに りょうすけ）
投手。読売ジャイアンツの宮國椋丞と同姓同名。
丸 ヨシヒロ（まる よしひろ）
外野手。広島東洋カープの丸佳浩と同姓同名。
大徳寺 又三（だいとくじ またぞう）
オーナー兼監督。
大徳寺 紅葉（だいとくじ もみじ）
マネージャー。又三の孫娘。

### 西東京アルティメッツ
引導 塁（いんどう るい）

### その他の人物
引導（いんどう）

## 書誌情報
- 影山なおゆき（漫画）、NPB・プロ野球12球団（協力） 『ストライクZONE!』 集英社〈ジャンプ・コミックス〉、全8巻
  1. 「主統来球!!」2012年4月9日第1刷発行、ISBN 978-4-08-870415-9
  2. 「遠征試合!!」2012年9月9日第1刷発行、ISBN 978-4-08-870511-8
  3. 「キング・オブ・キング!!」2013年4月9日第1刷発行、ISBN 978-4-08-870676-4
  4. 「LEVEL4!!」2013年10月4日第1刷発行、ISBN 978-4-08-870831-7
  5. 「激闘、再び!!」2014年4月4日第1刷発行、ISBN 978-4-08-880052-3
  6. 「再戦!!」2014年10月3日第1刷発行、ISBN 978-4-08-880206-0
  7. 「最速!!」2015年4月3日第1刷発行、ISBN 978-4-08-880344-9
  8. 「最強チーム集結!!」2015年8月4日第1刷発行、ISBN 978-4-08-880454-5